# Glanidium
Glanidium is een geslacht van straalvinnige vissen uit de familie van de houtmeervallen (Auchenipteridae). De wetenschappelijke naam van het geslacht werd in 1874 voorgesteld door Christian Frederik Lütken.

## Soorten
- Glanidium albescens Lütken, 1874
- Glanidium bockmanni Sarmento-Soares & Buckup, 2005
- Glanidium catharinensis Miranda Ribeiro, 1962
- Glanidium cesarpintoi Ihering, 1928
- Glanidium leopardum (Hoedeman, 1961)
- Glanidium melanopterum Miranda Ribeiro, 1918
- Glanidium ribeiroi Haseman, 1911